# رونان بارك
رونان بارك (بالإنجليزية: Ronan Parke)‏ مواليد 8 أغسطس 1998، هو مغني إنجليزي بدأ مسيرته الفنية عام 2011، عند مشاركته بالموسم الخامس من برنامج المواهب بريطانيا غوت تالنت، وحقق المركز الثني على المسابقة، رغم تفوقه في مراهنات المشاهدين. بعد البرنامج وقع رونان على صفقة تعاقد مع شركة سوني للترفيه الموسيقي. ليطلق بعدها أول ألبوم له باسم «رونان بارك» في 24 أكتوبر 2011.

## وصلات خارجية
- رونان بارك على موقع IMDb (الإنجليزية)
- رونان بارك على موقع ميوزك برينز (الإنجليزية)
- رونان بارك على موقع أول ميوزيك (الإنجليزية)
- رونان بارك على موقع ديسكوغز (الإنجليزية)

- الموقع الرسمي